# بوریئونسان
بوریئونسان (به لاتین: Boryeonsan) یک کوه در کره جنوبی است که در کره جنوبی واقع شده‌است. بوریئونسان ۷۶۵ متر بالاتر از سطح دریا واقع شده‌است.